# Ray Copeland
Pour le tueur en série Ray Copeland, voir Faye et Ray Copeland.
Pour le producteur de cinéma, voir Ray Copeland (producteur).
Ray Copeland (17 juillet 1926 - 18 mai 1984) était un trompettiste de jazz et un enseignant.
Au cours de sa carrière, il participa à beaucoup d'événements du swing et du hard bop, comme le célèbre album Monk's Music de Thelonious Monk en 1956. Copeland jouait avec un swing “optimiste”, mais fut sans doute éclipsé par les meilleurs trompettistes de l'époque comme Lee Morgan et Clifford Brown. Il partit en tournée avec Thelonious Monk en 1968, et fit une apparition au Newport Jazz Festival de 1973. Plus tard, Copeland fut professeur de musique au Hamphisre College, enseignant la composition de la musique de jazz.
Il meurt en 1984 à Sunderland (Massachusetts).
Son fils, Keith Copeland, est batteur de jazz et enseignant.

## Discographie
(liste imcomplète)
- Booker Ervin : Booker ´N´ Brass (Pacific, 1967)
- Thelonious Monk : Trio/Blue Monk  (Prestige, 1952-54); MONK (Prestige, 1952-54)
- Randy Weston : The Modern Art Of Jazz (Dawn, 1956)
- Randy Weston : Monterey, '66 (Verve): 1966; re-released (Polygram): 1994
- Phil Woods : Sugan (OJC, 1957)

## Sources
- (en) Cet article est partiellement ou en totalité issu de l’article de Wikipédia en anglais intitulé « Ray Copeland » (voir la liste des auteurs).